# Marcus Jarlegren
Marcus Daniel Jarlegren, född 16 september 1983, är en svensk före detta fotbollsspelare. Han spelade under sin karriär för BK Häcken och Ljungskile SK.

## Karriär
Jarlegren började spela fotboll i BK Häcken som sjuåring. Han debuterade i Allsvenskan 2001. Totalt spelade han 154 matcher i seriesammanhang för BK Häcken mellan 2001 och 2010 och tillhörde klubben i sammanlagt 20 år. Efter säsongen 2010 kom Jarlegren tillsammans med Häcken överens om att lämna klubben.
I december 2010 skrev han på för Ljungskile SK. Under säsongen 2009 startade han 29 matcher i Superettan för LSK. Efter endast en säsong i LSK, fick Jarlegren lämna klubben då han inte fick förnyat kontrakt.